# Тюльпановая революция
Тюльпановая революция (кирг. Жоогазын революциясы) — массовые акции протеста, приведшие к революции в Кыргызстане в марте 2005 года, и свержению президента республики Аскара Акаева, приходу на его пост Курманбека Бакиева.

## Движущие силы
Киргизская оппозиция не имела единой политической платформы, представляя собой группу бывших партийных и государственных деятелей, по той или иной причине оказавшихся неугодными Аскару Акаеву, а потому лишённых доступа к льготам и привилегиям, которые несут с собой государственные посты. Потерпев поражение на парламентских выборах (по мнению иностранных НПО: «благодаря нарушениям законодательства и злоупотреблениям со стороны власти»), оппозиционеры организовали сборы и митинги. Привлечение масс людей на эти митинги было обеспечено лидерами оппозиции. Часть митингующих состояла из представителей одного рода с лидерами оппозиции, другие односельчане. Массовость митингов обеспечивалась и за счёт большого числа наблюдателей, городских жителей, вышедших посмотреть на шагающие колонны с флагами, транспарантами и лозунгами, а также «людей в штатском».

## Роль криминальных элементов
По прошествии какого-то времени[какого?] стало известно, что одним из основных финансовых спонсоров «Революции Тюльпанов» был Баяман Эркинбаев, депутат киргизского парламента, владелец Карасуйского рынка и крупнейший лидер уголовного мира на юге страны. Вторую сторону конфликта финансировал другой уголовный лидер — северянин, тоже владелец рынка (в столице страны) и тоже депутат парламента, Жыргалбек Сурабалдиев. Именно он платил деньги «добровольцам», которые вначале противостояли демонстрантам у Дома правительства 24 марта, а затем вечером спровоцировали погромы и мародёрства в Бишкеке. Ещё одним возможным организатором и спонсором мартовских событий называли третьего крупного преступного лидера — Рыспека Акматбаева (в парламенте был его брат, Тынычбек).
В апреле 2005 года в своём доме в Бишкеке при невыясненных обстоятельствах был застрелен знаменитый киргизский советский киноактёр и каскадёр Усен Кудайбергенов, известный по фильму «Приключения Али-Бабы и сорока разбойников», который в марте 2005 года возглавлял народные дружины, боровшиеся с мародёрами в городе.

## Хронология событий

### Предыстория

#### События 2002 года
В селе Боспиек в 2002 году вспыхнули массовые протесты против передачи территорий Киргизии Китаю. Власти подавили протест применением огнестрельного оружия, в результате чего погибли 6 человек, десятки были ранены. Данные обстоятельства сильно подорвали доверие к президенту в стране и за рубежом, начался рост оппозиционного движения. 

#### Выдвижение Аскара Акаева на четвёртый срок президентства
В сентябре 2004 года киргизская парламентская оппозиция направила в конституционный суд страны запрос о правомочности выдвижения кандидатуры действующего президента Аскара Акаева на четвёртый срок в 2005. 22 сентября конституционный суд отказался рассматривать этот запрос.
13 октября посол США в Кыргызстане Стивен Янг выразил надежду, что Аскар Акаев не будет выдвигать свою кандидатуру на четвёртый срок.
10 декабря Аскар Акаев обвинил оппозицию в том, что «она финансируется иностранным капиталом и пользуется грязными политическими технологиями».
22 декабря лидер оппозиционного движения «Ата-Журт» («Отечество») бывший министр иностранных дел Роза Отунбаева призвала Россию прекратить поддержку режима Акаева.

#### Выборы вЖогорку Кенеш
7 января 2005 Центризбирком лишил Розу Отунбаеву кандидатской регистрации на предстоящих парламентских выборах. В том же округе зарегистрирована в качестве кандидата дочь президента Бермет Акаева.
8 января в Бишкеке у здания парламента начались массовые пикеты в поддержку Отунбаевой.
27 февраля 2005 года в Кыргызстане прошёл первый тур парламентских выборов. На следующий день Центральная избирательная комиссия (ЦИК) объявила, что из 75 избирательных округов Кыргызстана уже в первом туре победили 32 кандидата, в том числе сын президента Кыргызстана — Айдар Акаев, а также владельцы крупнейших рынков. Ещё в 42 округах на 13 марта назначен второй тур голосования. Выборы проходили только по одномандатным округам, и значение политических партий, голосование по спискам которых отменено, было сведено к минимуму.
28 февраля европейские наблюдатели от ОБСЕ и Европарламента признают прошедшие выборы не соответствующими международным нормам. Они указывают на попытки давления на избирателей со стороны президента, а также подкупа избирателей. Форум политических сил, объединяющий пять оппозиционных движений Кыргызстана, заявляет о нарушениях на избирательных участках в ходе голосования. Активисты оппозиции Роза Отунбаева, Топчубек Тургуналиев, Муратбек Иманалиев и Ишенгуль Болджурова заявляют, что в тех округах, где баллотировались представители оппозиции, были зафиксированы случаи массового подкупа голосов избирателей, использования административного ресурса, факты спаивания людей с корыстной целью и другие виды нарушения избирательного кодекса.

### Волнения на юге
4 марта в Джалал-Абаде около тысячи человек собрались на несанкционированный митинг перед зданием администрации области. Основные требования манифестантов — отставка Акаева, местного губернатора Шарипова и главы ЦИК Сулаймана Иманбаева. Во второй половине дня оппозиционеры ворвались в здание администрации. Колонны людей движутся к Ошу — южной «столице» республики. Жители Нарынской области перекрыли стратегическую трассу, идущую к китайской границе. Около двух тысяч манифестантов в Нарыне выражают возмущение тем, что от участия во втором туре выборов был отстранён оппозиционный кандидат Ишенбай Кадырбеков.
20 марта в пять часов утра в городах Джалал-Абад и Ош одновременно началась операция по освобождению зданий областных администраций. В здании в Оше в этот момент находилось около 100 человек, в Джалал-Абаде — около 300. В операции участвовали подразделения спецназа и местная милиция. В Джалал-Абаде на освобождение здания ушло около 20 минут. Спецназовцы, проникшие в здание через дверь и окна, хватали спящих людей, выносили из здания и заталкивали в два военных «КамАЗа». В здании возникли пожары от того, что обороняющиеся закидывали спецназ бутылками с бензином. Руководство МВД Кыргызстана заявило, что сотрудники правоохранительных органов не имели при себе огнестрельного оружия. По их словам, все задержанные были вывезены в фильтрационные пункты, где был проведён их осмотр, выяснение личности и медицинское освидетельствование. Сотрудники правоохранительных органов нашли в здании большое количество арматуры, дубинок, камней, которые власти намерены использовать в качестве вещественных доказательств. Аналогичным образом было освобождено и здание областной администрации в Оше. В ходе операции был задержан глава «народного совета» Ошской области Анвар Артыков, однако позже власти под давлением оппозиции были вынуждены отпустить его.
После обеда ситуация в Джалал-Абаде обостряется. На одной из городских окраин собралась многотысячная толпа — в основном жители пригородного Сузакского района. После краткого митинга они направляются к центру города, по пути взяв в заложники главу администрации Сузакского района Шарапа Жакыпова.
Нападающие вновь захватили здание обладминистрации и направились в сторону комплекса зданий местного УВД, чтобы освободить своих задержанных товарищей. Сотрудники местной милиции заблаговременно покинули территорию, забрав оружие. Ворвавшись на территорию УВД, нападавшие подожгли одно из зданий. Спецназовцы выбрались на крышу основного здания и открыли огонь в воздух, рассчитывая остановить толпу. Несмотря на это митингующие захватили весь комплекс зданий УВД, перевернув и разбив практически все милицейские машины и разгромив все помещения. Пламя перекинулось на другие здания, и весь комплекс выгорел. В ходе столкновения получили ранения около 15 сотрудников МВД.
Поздно вечером толпа митингующих сосредоточилась в центре Джалал-Абада. Часть из них двинулась в сторону аэропорта, куда якобы должны были прилететь дополнительные самолёты со спецназовцами. Митингующие фактически берут аэропорт под полный контроль, блокировав взлётную полосу кучами гравия.
Пропрезидентский общественный фонд Кыргызстана «С народом и для народа» призывает депутатов парламента объявить «чрезвычайную ситуацию в стране.» Фонд также призвал власти осудить и закрыть СМИ, которые занимаются «общественным идеологическим террором», и защитить президента Аскара Акаева как гаранта конституции.
Со своей стороны, КСНЕК Кыргызстана выступает со специальным заявлением: «Сегодняшние кровавые действия Акаева и его подручных являются не чем иным, как войной против собственного народа. Они готовы спровоцировать межнациональное столкновение и кровопролитие, чтобы сохранить свою преступную власть. Мы призываем всех соотечественников, кому дорога судьба Отечества в этот решающий час, выступить против семейно-кланового, мафиозно-коррумпированного режима».
Лидер оппозиционного движения «Отечество» Роза Отунбаева, находящаяся в Оше, заявляет, что оппозиция не допустит введения чрезвычайного положения: «Власть не контролирует ситуацию в четырёх регионах. Ввод чрезвычайного положения означал бы, что действующая власть намерена продлить свои полномочия.»
Киргизский центр ОБСЕ заявляет, что события в Джалал-Абаде и Оше «могут привести к эскалации насилия, которая может негативно повлиять на политическую ситуацию и стабильность в стране». Центр ОБСЕ призывает стороны воздержаться от использования силовых методов и оставаться приверженными законности, диалогу и уважению основополагающих принципов прав человека и гражданских свобод.
Вечером правительство Кыргызстана заявляет о готовности к переговорам. Об этом сообщает премьер-министр Николай Танаев. Один из лидеров оппозиции — Курманбек Бакиев — говорит, что и оппозиция готова к переговорам, но только при личном участии президента Акаева.
Тем временем, по некоторым сведениям, президент Кыргызстана Аскар Акаев ещё утром срочно вылетел в Москву.
Утром 21 марта в Оше оппозиционеры берут штурмом здания областной и городской администрации, областных управлений внутренних дел и Службы национальной безопасности.
С самого раннего утра на центральной площади стали собираться молодые люди из пригородных районов, многие из которых были вооружены самодельными деревянными дубинками, прутьями арматуры и камнями.
Перед собравшимися выступали находящиеся в городе лидеры оппозиции. Через громкоговорители сообщались последние новости из соседнего Джалал-Абада о том, как население взяло город под свой контроль. Уже к полудню более 5 тысяч человек заняли здания областной администрации и силовых структур.
О переходе на сторону оппозиции заявляют два высокопоставленных офицера Ошского УВД. Заместитель начальника УВД Ошской области Эркин Эсеналиев сообщает журналистам, что «правоохранительные структуры будут действовать совместно с народным советом».
Восставшие захватывают также аэропорт в Оше, который считается одним из основных пунктов сообщения с Бишкеком. Правда, блокировать взлётно-посадочную полосу, как в Джалал-Абаде, здесь не стали, поскольку ожидают прибытия самолётов с представителями оппозиции из Бишкека.
Вечером пришло сообщение о том, что сторонники оппозиции захватили в аэропорту Оша группу спецназа «Калкан», которая собиралась вылететь в Бишкек. По некоторым данным, именно эти спецназовцы накануне штурмовали здание обладминистрации.
Сам же аэропорт прекратил работу, персонал покинул свои рабочие места, самолёты не летали. Юг Кыргызстана, таким образом, был полностью отрезан от северных областей. Функционировал только аэродром в Баткенской области, но он способен принимать только самолёты типа Як-40 и Ан-24.
Фактически страна уже раскололась надвое: оппозиция контролирует юг, а официальные власти — север Кыргызстана. Роза Отунбаева сообщает, что оппозиция «полностью контролирует Ошскую и Джалал-Абадскую области, часть Нарынской области и рассчитывает завтра-послезавтра распространить свой контроль на Баткенскую область». Таким образом, в её руках окажется практически весь юг страны. По её словам, силовые структуры на юге поддерживают оппозицию: «Власть Акаева трещит по швам, скоро Бишкек окажется в кольце».
Роза Отунбаева подчёркивает, что оппозиция в случае прихода к власти намерена сохранить союзнические отношения с Россией и не будет требовать вывода российской военной базы (аэродром Кант).
В Бишкеке впервые за много лет президент Аскар Акаев не принимает участия в торжествах по случаю весеннего праздника Новруза и не выступает по телевидению с обращением к согражданам. По слухам, он ещё 20 марта вместе с семьёй улетел в Москву. Официальные власти целый день упорно опровергают эти сообщения, но за весь день Аскар Акаев так и не появляется перед телекамерами.
Официальные власти вновь предупреждают о возможном всплеске экстремизма, религиозного радикализма и об опасности межэтнических столкновений на юге страны. Но пока никаких признаков межэтнической напряжённости в Оше или Джалал-Абаде нет. Более того, главой «народной власти» Оша избран один из лидеров оппозиции, узбек по национальности Анвар Артыков. По мнению лидера оппозиции Курманбека Бакиева, это власти пытаются разжечь межнациональный конфликт между киргизами и узбеками.
Отмечается, что, опасаясь повторения ошских событий 1990 года, узбекское и уйгурское население юга Кыргызстана приступило к формированию народных дружин самообороны. Указывается, что местные узбеки достаточно многочисленны и сплочены. Они, в случае дальнейшего обострения ситуации, могут рассчитывать на помощь Узбекистана.
По сообщениям оппозиционных газет, поддержать киргизскую революцию приехали члены грузинского парламента — Каха Гетсадзе и Гиви Таргамадзе из партии «Народное движение» и Темур Нергадзе из Республиканской партии Грузии. По их словам, «в Киргизии складывается вполне нормальная предреволюционная ситуация».
22 марта Аскар Акаев не собирается сдаваться требованиям оппозиции. В ответ на требования отменить итоги парламентских выборов ЦИК их, наоборот, утверждает. А на призывы уйти в отставку Акаев отвечает категорическим отказом.
Утром Центральная избирательная комиссия Кыргызстана утверждает итоги парламентских выборов по 69 из 75 избирательных округов. Днём в Бишкеке открывается первая сессия нового парламента, в которой принимают участие 58 депутатов — все из проправительственных партий.
В эти же часы в центре Бишкека проходит организованный властями митинг под лозунгом поддержки действий властей в их противостоянии с оппозицией. Большинство вузов столицы отменили все занятия. Студентов сняли с занятий и отправили митинговать в поддержку режима.
Выступая перед депутатами, Акаев обещает, что не будет вводить чрезвычайное положение и предпринимать силовые меры против оппозиции. А вечером в специальном телеобращении президент объявляет, что его досрочная отставка «не в компетенции каких-либо политических сил» и он не собирается «вести на эту тему какие-либо переговоры».
Выступая в парламенте, Акаев осуждает «маргинальные и экстремистские силы, навязывающие обществу ущербные идейные установки и ценности», «дестабилизирующие обстановку под надуманными предлогами во имя корыстных политических целей». Он обвиняет «доморощенных революционеров» в Кыргызстане в подготовке к государственному перевороту, призывает к «созданию в обществе обстановки нетерпимости к действиям этих личностей, которые руководствуются иностранными директивами и за счёт чужеземных средств наносят ущерб интересам народа».
По словам Акаева, события в Кыргызстане нельзя рассматривать изолированно от других «цветных революций» в странах СНГ, где они стали государственными переворотами и вышли за пределы правового поля. «Органы правопорядка дают достойный отпор действиям оппозиции, так будет и впредь»,- заявил он.
Сразу после выступления Аскара Акаева в Бишкеке были задержаны несколько членов оппозиционного Народного движения Кыргызстана (НДК), приехавших в Бишкек из Оша.
Один из лидеров оппозиции Роза Отунбаева полагает, что отказ Акаева от введения чрезвычайного положения — лишь признание бессилия, поскольку «он уже не контролирует половину страны».
Создаётся впечатление, что прямой диалог между властью и оппозицией уже невозможен и единственный выход — международное посредничество. Свои услуги предложили многие иностранные политики и организации, от председателя комитета по международным делам Совета Федерации России Михаила Маргелова и послов стран Запада в Бишкеке до президента Грузии Михаила Саакашвили. Последний направил в адрес Акаева тёплое послание со словами: «Будучи сторонником свободы и равноправия, а также поддерживая идею сильного Киргизстана, в этот критический период в истории вашего народа хочу протянуть вам руку дружбы и поддержки. Если вы сочтёте нужным, готов быть вам полезным в любом качестве, в частности, мог бы приехать в братский Киргизстан в качестве посредника на переговорах либо просто друга, готового принять участие в конструктивной дискуссии с оппозицией. В наших общих интересах добиться сохранения роли Киргизстана как демократического лидера в регионе. Я уверен, что, объединив наши усилия, мы этого добьёмся».
По словам Отунбаевой, в Оше и Джалал-Абаде на митингах и собраниях оппозиции раздаются призывы к маршу на Бишкек, формируются инициативные группы. Однако, по её словам, лидеры оппозиции эти действия не поддерживают и в них не участвуют.
В течение всего дня пресс-секретарь президента Абдиль Сегизбаев даёт свою интерпретацию событий на юге страны. По его словам, оппозиция уже не контролирует ситуацию — власть захватили «третьи силы»: «Третьи силы полностью контролируют ситуацию в Оше и Джалал-Абаде, это уголовные элементы, связанные с наркомафией, рвущиеся к власти». Властями широко распространяется версия о том, что наряду с наркобаронами волнения на юге провоцируют религиозные экстремисты.
Лидер Народного движения Курманбек Бакиев заявляет, что уже в ближайшие дни в Бишкеке планируется проведение курултая с участием представителей всех областей страны.
Волнения постепенно охватывают и север страны. Здесь нет таких беспорядков, как в крупнейших южных городах республики — Оше и Джалал-Абаде, но и здесь оппозиция захватывает госучреждения. В городе Кочкор (Нарынская область) до 400 человек овладели почтой, телеграфом, зданием райадминистрации. Милиция в события не вмешивается.
Избранный руководителем «народной власти» Таласской области (север Кыргызстана) Равшан Жеенбеков объявляет, что жители области присоединяются к требованиям южных районов страны и намерены создать своё правительство.
В Таласе перед зданием обладминистрации собрались две тысячи человек. Эти люди требуют того же, что и жители Ошской и Джалал-Абадской областей: отставки правительства, Центризбиркома, Верховного суда и создания правительства народного доверия.
В Бишкеке распространяются слухи о колонне автобусов с жителями Оша и Джалал-Абада, направляющимися в Бишкек (расстояние — 650 км). Их цель — организовать акции протеста в киргизской столице. Пресс-секретарь МВД Кыргызстана отказывается подтвердить информацию о выдвижении оппозиционеров в сторону Бишкека.
Милиция Бишкека уже несколько суток ночует в автобусах, расположенных рядом со стратегическими объектами, чтобы иметь возможность воспрепятствовать проведению акций протеста. Взяты под усиленную охрану мэрия города, здания районных администраций и национальная телерадиокомпания. Вокруг здания правительства сосредоточены солдаты внутренних войск, однако они не вооружены. Охрана выставлена и по периметру здания киргизского Белого дома.
Управление внутренних дел Бишкека распространяет специальное заявление, в котором призывает горожан «не поддаваться на провокации политических экстремистов, преследующих личные, корыстные цели». По данным УВД, оппозиция намерена попытаться дестабилизировать ситуацию и в столице, объявив «бессрочный митинг» в различных общественных местах города, а также организовывая проведение несанкционированных акций протеста и создав так называемый «Бишкекский народный совет».
Из-за акций оппозиции на неопределённый срок перенесено заседание премьеров стран — членов Центрально-Азиатского сотрудничества. Саммит должен был пройти в Бишкеке 25 марта.
В Оше и Джалал-Абаде не работает общественный транспорт, закрыт международный аэропорт в Оше, захваченный накануне оппозицией. Жизнь парализована. Большинство магазинов закрыты из-за страха хозяев перед мародёрами, цены на хлеб повысились вдвое. В средних школах и университетах объявлены внеочередные каникулы. На улицах не видно ни милиции, ни толп. Все сотрудники правоохранительных органов были вынуждены переодеться в гражданскую одежду и скрываться по домам.
ГУВД, УВД и ГАИ Оша фактически перешли на сторону оппозиции. Более того, с «народным правительством» Ошской области сотрудничает Южная группировка войск.
Из зоны конфликта на юге Кыргызстана выведены все сотрудники правоохранительных органов, оставшиеся на стороне властей. По словам пресс-секретаря президента страны Абдиля Сегизбаева, это сделано для того, чтобы избежать провокаций и столкновений.
На базе УВД Оша спешно формируются народные дружины — в основном из добровольцев, жителей окрестных сёл. В помощь к ним приданы сотрудники милиции, решившие оказать содействие новой власти. Все они патрулируют улицы без знаков различия и без оружия. По словам жителей Оша, все склады оружия были заблаговременно эвакуированы на север.
По предварительным данным, оппозиция овладела Кадамжайским районом и городом Кызыл-Кия в Баткенской области (единственная ещё целиком не занятая южная провинция).
Российский генконсул в Ошской области Юрий Иванов сообщил Интерфаксу, что к нему в последнее время поступают звонки от русскоязычных граждан. Люди говорят, что боятся за свою жизнь. Иванов заметил, что люди, назвавшие себя «новыми властями области», обязаны обеспечивать безопасность российского генконсульства и культурного центра в Оше. Пока, по словам дипломата, никаких эксцессов не было.
Власти Узбекистана и Таджикистана в одностороннем порядке закрывают свои границы с соседним Кыргызстаном. В Таджикистане принимаются дополнительные меры «по недопущению попыток перехода через границу политических и вооружённых экстремистов в восточные Мургабский и Джиргатальский районы Таджикистана, где проживает многочисленная диаспора этнических киргизов», заявляют в таджикском пограничном ведомстве.
Лидеры киргизской оппозиции не исключают возможности отделения южных областей Кыргызстана и образования самостоятельного государства; об этом, в частности, заявляет Курманбек Бакиев. В этом случае киргизская революция имеет все шансы перерасти в гражданскую войну.

### Кульминация
24 марта в киргизской столице на главной площади Ала-Тоо на митинг за отставку действующей власти собралось более 30 000 человек, что явилось невообразимо массовым проявлением гражданской активности по тем временам для Кыргызстана. С северной стороны площади Ала-Тоо в противовес митингующим была собрана группа молодых людей в белых кепках около 200 человек. С их стороны к трибуне с выступающими лидерами оппозиции постоянно засылались провокаторы, которые старались вызвать конфликт. И к полудню это им удалось. Конфликт вылился в метание противостоящими сторонами кусками разбитого гранита, которым была отделана площадь Ала-Тоо. Метание кусков гранита со стороны оппозиции было быстро остановлено активистами оппозиции, объяснявшими оппозиционно настроенным молодым людям, что провокации на агрессию со стороны оппозиции нужны властям, чтобы показать всем оппозицию в плохом свете. Прекратив защищаться от провокаторов, сторонники оппозиции вынуждены были начать отступать под градом летящих кусков гранита. Посчитав сопротивление оппозиции сломленным «белокепочники» пошли в наступление. Они были вооружены фанерными щитами и деревянными дубинками, которыми они били об щиты, чтобы устрашить митингующих. Под натиском «белокепочников» лидеры оппозиции и митингующие вокруг них побежали с трибуны и вклинились в общую массу митингующих, часть которых была таким образом отброшена от трибуны метров на 10-15. Но это было самым большим, чего смогли добиться «белокепочники», хотя их целью был полный разгон митингующих. В следующие мгновения огромная масса митингующих бросилась в сторону «белокепочников» и не дойдя до физического соприкосновения с митингующими «белокепочники» бросились отступать. Некоторые из них, находящиеся в нетрезвом состоянии, при быстром отступлении упали, и были настигнуты митингующими и жестоко избиты, большинство же «белокепочников» смогли спастись бегством. После провокации «белокепочников» на площади началось противостояние митингующих и силовых структур. Митингующие забрасывая их камнями, вынудили скрыться за забором дома Правительства («Белого Дома»). Нападавшие, которых было значительно меньше, чем демонстрантов, были отброшены, но эта стычка имела катастрофические последствия. Позиционное противостояние силовиков и сторонников оппозиции на площади продолжалось больше трёх-четырёх часов, в итоге милиция была вынуждена скрыться за забором Дома правительства и держать оборону за закрытыми воротами. Но очень быстро сотни разгорячённых людей, в основном молодых, вооружённых кольями, обрезками арматуры, камнями, смели милицейское оцепление и ворвались в здание. Внутри толпа стала всё крушить, бить стёкла, выбрасывать из окон папки с документами. После короткой ожесточённой стычки силам правопорядка пришлось спасаться бегством. Итог столкновения — сотни раненых с обеих сторон, особенно среди сотрудников правоохранительных органов. Приказа на использование силы солдаты внутренних войск и милиция так и не получили. Аскар Акаев с семьёй и ближайшими соратниками успел покинуть Дом правительства за несколько минут до штурма, отдав приказ не применять силу против манифестантов. К вечеру из заключения освобождают известного лидера оппозиции Феликс Кулов, после чего он выступает по киргизскому государственному телевидению с обращением к нации. Поздравив их с победой народной революции, он призывает киргизов соблюдать спокойствие, не сводить счёты с противниками, а силовые структуры страны — не применять против мирных людей оружие. В эфир одно за другим выходят прямые включения с заседаний координационного совета оппозиции. Его председателем избран Курманбек Бакиев. Вместе с другими лидерами оппозиции — Розой Отунбаевой, Мамбетжунусом Абыловым и Феликсом Куловым — он начинает переговоры о создании коалиционного правительства. Идея его организации одобрена ОБСЕ.
Прежнее правительство отправлено в отставку после того, как о своём уходе заявляет его глава Николай Танаев.
25 марта Служба национальной безопасности Киргизии сообщила о гибели 15 человек за время протестов, в список жертв вошли также протестующие в Джалал-Абаде. 

### Первые шаги новой власти
25 марта Киргизский парламент третьего созыва назначает Курманбека Бакиева исполняющим обязанности президента и премьер-министра страны. Сразу после этого Бакиев назначает на должность министра иностранных дел ещё одного деятеля оппозиции — Розу Отунбаеву. Координатором всех силовых структур республики становится освобождённый накануне из тюрьмы лидер партии «Ар-Намыс» Феликс Кулов, а и. о. генпрокурора — оппозиционный депутат парламента Азимбек Бекназаров. ЦИК возглавляет бывший зампредседателя комиссии Тургуналы Абдраимов. 26 марта Киргизский парламент назначает досрочные выборы президента на 26 июня. Между тем, в стране юридически сосуществуют два парламента: прежний и новый. Однако ЦИК к 28 марта неожиданно подтверждает легитимность нового «акаевского» парламента, который подтверждает полномочия Бакиева в качестве временного главы государства и избирает своим спикером оппозиционера Текебаева. В стане пришедшей к власти оппозиции зреет раскол. Слева новой власти начинает противостоять «Комитет 27 марта». Бакиев всё более отчётливо проводит политику бонапартизма, используя акаевцев для борьбы со своими недавними соратниками. 29 марта на посту Службы национальной безопасности он утверждает давнего врага Кулова 62-летнего кадрового советского чекиста Таштемира Айтбаева.
Новое руководство Кыргызстана подчёркивает, что намерено сохранить прежние отношения с Россией, которая благоволит новой власти. О поддержке новой власти заявляют США и Узбекистан.
Основной задачей молодого революционного правительства становится борьба с мародёрами и грабителями, против которых выставляются народные дружины. С этой задачей блестяще справляется Феликс Кулов, который смог примирить милицию и народные дружины в деле наведения порядка на улицах столицы.

### Отставка Акаева
Несмотря на все слухи об отставке, Акаев продолжал юридически оставаться главой государства. Поздним субботним вечером 2 апреля Президент Кыргызстана Аскар Акаев согласился уйти в отставку в обмен на обещание парламента выполнять закон о гарантиях бывшим президентам, предоставляющий им широкие льготы. Переговоры о сдаче власти между Акаевым и спикером нового парламента Омурбеком Текебаевым состоялись в Москве. По их итогам подписан протокол о досрочном сложении Акаевым полномочий президента «в соответствии с собственным заявлением». Парламент Кыргызстана, согласно протоколу, принимает отставку, назначает дату досрочных президентских выборов и принимает постановление о выполнении положений конституции страны и закона о гарантиях деятельности президента.
Согласно подписанному протоколу, Акаев и его семья сохранили гарантии, установленные киргизской конституцией и законом о статусе президента. Это иммунитет от уголовного преследования и неприкосновенность жилища, транспорта и корреспонденции. Наконец, Акаев станет членом совета безопасности Кыргызстана и получит возможность бесплатно выступать по телевидению и в газетах. По некоторым предположениям, семья Акаева сохранила неприкосновенность в обмен на отказ от части собственности. В протоколе также закреплено, что «стороны заявляют о своём безусловном уважении международных гарантий в отношении протокола». Гарантами протокола объявлены Россия и Казахстан.
4 апреля изгнанный президент Аскар Акаев в торжественной обстановке подписывает в здании киргизского посольства в Москве заявление о своей отставке с 5 апреля 2005 года. В присутствии делегации парламента Кыргызстана во главе со спикером Омурбеком Текебаевым он также записывает видеообращение на русском языке к соотечественникам, в котором просит прощения и советует новым властям во внешней политике и далее ориентироваться на Россию.
В своей речи Аскар Акаев ни разу не упомянул новую исполнительную власть страны — временное правительство во главе с Курманбеком Бакиевым и так и не заявил, что считает его законным.
В обмен на добровольную отставку Аскару Акаеву обещаны определённые гарантии как экс-президенту — личная неприкосновенность, иммунитет от судебного преследования, госсодержание и охрана. Эти гарантии распространяются также на детей президента, которые находятся у него на иждивении. Взрослые дети (дочь Бермет и сын Айдар) никаких гарантий не получают. Это в равной степени относится и к имуществу президента и его семьи — собственность самого Аскара Акаева отчуждена не может быть, но это не касается собственности Бермет и Айдара Акаевых.
Тем временем в Бишкеке ищут собственность семьи президента. Инициатива исходит от и. о. вице-премьера Кыргызстана, курирующего экономический блок, Данияра Усенова. «Проверка собственности президента Акаева является требованием народа, которое должно выполнить правительство республики», — заявил он журналистам. По его словам, уже составлен список офшорных зон, куда члены семьи Аскара Акаева могли перевести деньги из Кыргызстана.
В Москве высказывают удовлетворение итогами состоявшихся здесь переговоров, приведших к отставке Аскара Акаева. Бишкек посетил глава думского комитета по делам СНГ Андрей Кокошин, который встретился с и. о. президента Курманбеком Бакиевым и с Феликсом Куловым, на момент встречи уже не занимавшим никаких властных постов, но остающимся одним из основных претендентов на президентское кресло в Кыргызстане.
Курманбек Бакиев распорядился создать госкомиссию по изучению ситуации, сложившейся в стране в связи с событиями 24 марта.
Кроме того, должны быть снова изучены обстоятельства трагедии марта 2002 года, когда милиция расстреляла мирную демонстрацию у местечка Аксы на юге страны. Главные виновники тогда так и не были наказаны. Комиссия также займётся изучением событий 20 марта в Оше и Джалал-Абаде, когда получившие приказ освободить занятые местными жителями здания областных администраций омоновцы применили слезоточивый или иной отравляющий газ.
11 апреля после долгих обсуждений парламент Кыргызстана под давлением ОБСЕ и Еврокомиссии наконец принял решение о «досрочном приостановлении полномочий президента Акаева». Накануне спецпредставитель действующего председателя ОБСЕ в Центральной Азии Алоиз Петерле провёл переговоры со спикером парламента Омурбеком Текебаевым и и. о. министра иностранных дел Роза Отунбаева и настоятельно рекомендовал «как можно быстрее принять решение по отставке Аскара Акаева». По словам Текебаева, представители европейского сообщества обеспокоены тем, что затягивание с принятием отставки негативно сказывается на политической ситуации в Кыргызстане, а также на решении вопроса о проведении новых президентских выборов. Постановление поддержали 38 из 64 депутатов.
Острая дискуссия развернулась вокруг вопроса о льготах теперь уже бывшего президента Акаева и членов его семьи. В результате парламентской дискуссии было решено отказать экс-президенту в предоставлении аппарата помощников за счёт госбюджета, а также было отменено положение о невзимании госпошлины при обращении в суд. Гарантии личной неприкосновенности отныне распространяются только на самого Акаева, но не на членов его семьи, как предусматривалось ранее. Кроме того, бывшему президенту отказано в праве получать по первому требованию доступ к СМИ. У экс-президента из всех привилегий остаются три — личная неприкосновенность, государственное содержание и пожизненная охрана в пределах республики. Правда, в «политической и общественной жизни страны» Акаев теперь участвовать не сможет — так решил парламент.

### Реабилитация Кулова
Верховный суд республики полностью оправдал Феликса Кулова по обвинению в хозяйственных преступлениях, якобы совершённых им в бытность мэром Бишкека и губернатором Чуйской области, открыв ему таким образом путь к участию в президентских выборах.
По решению суда Кулов получит назад награды и звания и будет восстановлен во всех гражданских правах.
На минувшей неделе суд уже оправдал Кулова и по другому уголовному делу — о превышении должностных полномочий в бытность главой министерства нацбезопасности.
Известно, что Феликс Кулов уже предложил Курманбеку Бакиеву заключить соглашение, по которому победивший на предстоящих президентских выборах будет способствовать назначению премьер-министром кандидата, занявшего второе место. По сообщениям СМИ, многие в Кыргызстане и за её пределами настаивают на необходимости формирования предвыборного тандема Кулов-Бакиев.
6 апреля Верховный суд Кыргызстана по представлению генеральной прокуратуры «в связи со вновь открывшимися обстоятельствами» начал пересмотр дела Феликса Кулова. По одному из двух обвинений был вынесен оправдательный приговор. Признано, что, будучи министром национальной безопасности Кыргызстана, Феликс Кулов служебным положением не злоупотреблял и не превышал должностных полномочий. Остаётся второе обвинение — в нарушениях закона на постах губернатора Чуйской области и мэра Бишкека.

### Передел собственности
10 апреля в Кыргызстане совершено первое после победы «тюльпановой революции» политическое убийство. В Бишкеке в собственном доме застрелен соратник Феликса Кулова Усен Кудайбергенов. Известный каскадёр возглавлял «народное ополчение» в Бишкеке. 24 марта он освобождал из исправительно-трудовой колонии Кулова. Когда же Бишкек захлестнула волна мародёрства и разбоев, ополчение наводило порядок в столице. Последняя акция Кудайбергенова — разгон людей, самовольно захвативших земли в столичных парковых зонах.
В Бишкеке прошёл массовый митинг жителей столицы против самовольного захвата земель в городе и его окрестностях, который проводится под лозунгом: «Раньше всё принадлежало Акаеву, а теперь — народу». Всё началось с того, как группа людей, количество которых быстро дошло до тысячи, попыталась захватить земельные участки в престижной верхней зоне столицы Кыргызстана. 8 апреля, выступая на заседании парламента, и. о. президента, премьер-министр Кыргызстана Курманбек Бакиев заявил, что решение вопроса с самозахватом земель находится в компетенции муниципальных властей и соответствующих служб города. Процесс тем временем приобрёл неконтролируемый характер. Группы захватчиков стали активно осваиваться и в других районах в окрестностях Бишкека — Сокулукском и Аламединском. Затем в одном из сёл неподалёку от столицы неизвестные попытались захватить сельскохозяйственные угодья, огородили территорию и принялись за строительство.
Митинг жителей Бишкека против захватчиков возглавили депутаты парламента. К митингующим вышел Курманбек Бакиев и пообещал в течение нескольких дней снять этот вопрос. Жители Бишкека пригрозили, что если вопрос не решится «сегодня же», они будут решать проблему собственными силами. В Бишкеке ходят слухи, что самозахватом занимаются приезжие с юга страны, которые принимали участие в событиях 24 марта.

### Антиакаевская кампания после революции
7 апреля Парламент приступил к обсуждению отставки Аскара Акаева. Среди депутатов не было единой точки зрения относительно того, стоит ли принять отставку Акаева (Омурбек Текебаев), которая сохранит ему и его семье неприкосновенность, или ему следует объявить импичмент. 8 апреля Парламент Кыргызстана внёс изменения в закон «О гарантиях деятельности президента Кыргызской Республики», лишив Акаева статуса первого президента страны и соответствующих ему привилегий, которые распространялись и на членов его семьи.
Начались гонения на родственников бывшего президента Аскара Акаева.
32-летняя дочь экс-президента Бермет Акаева (основательница партии прежней власти «Алга, Кыргызстан») попыталась принять участие в сессии нового парламента в качестве депутата, но антиакаевские активисты воспрепятствовали её политической деятельности. В Кыргызстане по указу Бакиева создана правительственная комиссия, которая пытается разобраться с имуществом семьи Акаева. 18 апреля освобождена от должности Санаткуль Джамакеева, сестра жены бывшего президента, занимавшая пост статс-секретаря агентства Кыргызстана по делам госслужбы. 19 апреля объявлено об увольнении с должности вице-губернатора Таласской области ещё одной сестры Майрам Акаевой — Аязгуль Саркишевой. Служба национальной безопасности завела уголовное дело на Адиля Тойгонбаева, зятя экс-президента.

### Исход русскоязычного населения
Посол России в Кыргызстане Евгений Шмагин обратился к русскоязычному населению страны с призывом не поддаваться панике, поскольку, по его мнению, правительство сделает всё возможное для предотвращения межэтнического противостояния в стране. Это заявление было сделано в связи с распространением в Бишкеке антирусских листовок
 и резким увеличением числа русских жителей Кыргызстана, желающих уехать в Россию.
Если раньше число посетителей, желающих попасть в представительство МВД РФ по делам миграции, достигало 50-70 человек в день, то сегодня эта цифра возросла до 250—300.
Власти Кыргызстана тоже пытаются препятствовать распространению паники. Ежедневно в СМИ публикуются обращения представителей киргизской интеллигенции, призывающих русскоязычных сограждан не покидать страну. Курманбек Бакиев заявил в парламенте: «Новая власть намерена на деле обеспечить развитие всех этнических групп и соблюдение их прав, укрепление межэтнического согласия в стране. Русский язык останется языком межнационального общения. Россия была и будет нашим стратегическим партнёром».
И. о. главы МИД Кыргызстана Роза Отунбаева, вернувшись из Москвы, встретилась с руководителями общественных объединений русскоязычного населения. По итогам встречи подготовлена программа мер по работе с русскоязычными жителями Кыргызстана, включающая активизацию работы органов правопорядка и обеспечение представительства русских в органах власти в центре и на местах.
Отъезд русских из Кыргызстана серьёзно ударит по российским инвестиционным проектам, среди которых строительство двух крупных гидроэлектростанций на реке Нарын и создание производства алюминия.

### Последующие события
- Феликс Кулов и Курманбек Бакиев были основными претендентами на победу на президентских выборах, назначенных на 10 июля 2005. Однако в мае, на следующий же день после начала волнений в Ферганской долине Узбекистана, (Андижан 2005), Кулов взял самоотвод, объявив, что намерен объединиться с Бакиевым. Как заявил сам Курманбек Бакиев, он и Кулов подписали политический документ, где указали, что если его выберут президентом, то он будет добиваться, чтобы парламент одобрил кандидатуру Феликса Кулова на пост премьер-министра. Согласно этому документу, Феликсу Кулову предоставлялось право формировать будущее правительство, и он получал значительную самостоятельность в вопросах контроля над экономикой, финансами, назначения и освобождения губернаторов областей, мэров городов и глав районных администраций. Бакиев же брал на себя контроль над силовым блоком, безопасностью и внешней политикой.
- Феликс Кулов, назначенный первым вице-премьером Кыргызстана, не скрывал, что на его решение объединиться с Бакиевым повлияли события в Узбекистане — он посчитал, что не стоит ставить страну под угрозу раскола на север и юг. Бакиев пользуется поддержкой в основном южной части страны, откуда начались народные волнения, переросшие в революцию. Кулов популярен в самом Бишкеке и на севере страны.
- 17 (?) мая — старшая дочь Аскара Акаева — Бермет Акаева — лишена депутатских полномочий. Центральная избирательная комиссия Кыргызстана признала, что её победа на парламентских выборах была вызвана многочисленными нарушениями избирательного законодательства.

## Международная реакция

### Грузия и Украина
Главы МИД Украины и Грузии заявили о создании коалиции, которая должна объединить бывшие республики, в которых людям удалось сбросить власть путём народных восстаний. Новая коалиция ещё не оформлена на бумаге, и у неё есть только рабочее название — «Демократический выбор». Основателями этой организации станут Украина и Грузия — страны, пережившие мирную революцию. Предполагается, что членами «Демократического выбора» станут все постсоветские республики, где оппозиция придёт к власти при поддержке улицы. «Опыт Грузии и Украины сводится к тому, что мы смогли преодолеть внутриполитический кризис и сумели организовать передачу власти мирным путём», — пояснил министр иностранных дел Украины Борис Тарасюк. Третьим членом этой организации Тарасюк предложил стать Кыргызстану, но не сейчас, а после нормализации ситуации в Бишкеке. «После легитимного процесса становления власти можно будет рассмотреть вопрос о её присоединении», — пояснил он.
«Мы очень положительно реагируем на предложения Украины и Грузии помочь нам выйти из текущей ситуации. Но нам надо ещё подумать», — заявила министр иностранных дел Кыргызстана Роза Отунбаева.
Официальные цели нового объединения пока не объявляются. Известно лишь, что коалиция будет поддерживать оппозицию в других государствах и «напоминать государствам-партнёрам о необходимости соблюдать демократические принципы». Очевидно, «Демократический выбор» займётся так называемым «экспортом революции», хотя организаторы коалиции всячески избегают этого словосочетания. «Революции невозможно экспортировать, — говорится в совместном обращении Ющенко и Саакашвили к киргизскому народу, которое привезли в Бишкек главы МИД. — В наших трёх государствах выборы были лишь поводом, последней каплей, которая переполнила чашу терпения народа и подтолкнула его к борьбе за свободу и демократию».

### Участие США
14 апреля в Бишкек прибыл министр обороны США Дональд Рамсфельд. Он встретился за закрытыми дверями с Курманбеком Бакиевым. Речь шла, в частности, о деятельности американской авиабазы Манас вблизи Бишкека.
Бакиев позже отметил, что «не считает необходимым увеличивать вооружённые силы других государств на территории Киргизии». Отвечая на вопрос о возможности придания постоянного статуса американской военной базе в аэропорту Манас и размещения в Кыргызстане дополнительного контингента американских военнослужащих или вооружения, включая самолёты AWACS, премьер Бакиев заявил, что эти вопросы вообще не поднимались в ходе встречи, «однако все принятые Киргизской Республикой обязательства в области военного сотрудничества будут выполнены в полном объёме».

### Белоруссия
Президент Республики Беларусь Александр Лукашенко, выступая перед военнослужащими и журналистами в городе Барановичи Брестской области, заявил: «В Беларуси никаких революций не будет… Мы в состоянии удержать ситуацию в нашей стране и не силовым образом. У нас разумные люди, они всё понимают. Мы сделаем так, что люди будут опасаться изменений в составе руководства.»
«Это даже не революция, это разбой и бандитизм, когда одна кучка людей берёт одно здание, где находится офис президента — и всё. Так что это за президент?… Другой такой пример — Украина. Там не было власти, не было монолита. Президент не обладал достаточной властью».
Говоря о себе, белорусский лидер заявил: «Лукашенко можно свергнуть, и притом элементарно, но только на выборах. Приходите на выборы и свергайте Лукашенко, ставьте во власть любого, и я соглашусь».

### Казахстан
События в Кыргызстане в начале 2005 года вызвали серьёзное беспокойство у казахстанских властей. Во-первых, Казахстан географически и культурно близок к Кыргызстану, а во-вторых, президентские выборы в Казахстане были намечены уже на декабрь 2005 года.
Казахстанской оппозиции удалось объединиться и избрать лидера. 20 марта 2005 в Алма-Ате прошло всеказахстанское собрание демократической общественности «За справедливый Казахстан». Около 700 представителей всех основных оппозиционных партий и неправительственных организаций избрали своим руководителем и единым кандидатом от оппозиции на предстоящих президентских выборах Жармахана Туякбая, бывшего спикера парламента страны, опытного и харизматичного лидера, ещё недавно бывшего одним из ближайших соратников Нурсултана Назарбаева.
Оппозиция Казахстана выдвигала требования пересмотра итогов прошедших парламентских выборов, прямых переговоров с президентом, реформы системы выборов и присутствия наблюдателей от ОБСЕ и, наконец, отказа Нурсултана Назарбаева от участия в декабрьских выборах.
Во время киргизских событий Казахстан закрыл границу, а президент Нурсултан Назарбаев перенёс планировавшиеся визиты в Финляндию и Россию.

### Таджикистан
Власти Таджикистана, как и соседней Туркмении, по-видимому, во избежание повторения киргизских событий у себя могут взять курс на большую закрытость и самоизоляцию в регионе.
Ситуация в Кыргызстане стала одной из главных тем переговоров президента Эмомали Рахмонова и Владимира Путина в Сочи в начале апреля 2005.
Россия, заверил Путин, «готова оказать всяческую помощь в нормализации ситуации в Кыргызстане. Мы находимся в постоянном контакте с органами управления республики и надеемся, что в ближайшее время там произойдёт легитимизация власти».
Тем временем в Душанбе был подписан акт о передаче в собственность Москвы оптико-электронного узла «Нурек», позволяющего контролировать космическое пространство. В обмен на это Россия обязалась инвестировать в экономику Таджикистана 2 млрд долларов в течение 5 лет.
Рахмонов получил обещание России, что с уходом российских пограничников с границ Таджикистана республика без военной помощи не останется. Российские военные инструкторы сохранят своё присутствие на внешних границах Таджикистана и будут обучать местных военнослужащих на базе в Душанбе.

### Китай
Китайское руководство не может безучастно взирать на развитие событий в соседнем Кыргызстане.
Прежде всего, многие видные представители оппозиции, пришедшей к власти, в своё время получили известность именно под антикитайскими лозунгами.
В 2002 году, когда Кыргызстан передал Китаю территорию 900 тыс. га в районе Узенги-Кууш, нынешние лидеры Кыргызстана организовывали многочисленные митинги протеста — главным противником подписанного договора о государственной границе с Китаем являлся Азимбек Бекназаров, ныне и. о. генпрокурора Кыргызстана. Среди активистов оппозиции периодически звучат заявления о необходимости отказа от этого договора.
Второе — призывы сторонников новой киргизской власти к освобождению из киргизских тюрем уйгурских активистов из Синьцзян-Уйгурского автономного района КНР. Пекин опасается, что революция в Кыргызстане может повлечь за собой всплеск политической активности в Синьцзяне.
Китай может предложить России совместно усилить контроль над ситуацией в регионе по линии Шанхайской организации сотрудничества и поддержать начатую Россией кампанию против наблюдателей ОБСЕ, дестабилизирующих обстановку в Средней Азии.
Китай настроен крайне отрицательно в отношении усиливающегося американского влияния в регионе и, скорее всего, будет указывать на события в Кыргызстане как подтверждение своей озабоченности.
Китай весьма заинтересован в сохранении нынешних режимов в республиках Средней Азии, поскольку лишь стабильные режимы способствуют борьбе против исламского фундаментализма и сепаратизма в регионе.